# 2003 YN107
2003 YN107 ist ein sehr kleiner, erdnaher Asteroid, der am 20. Dezember 2003 durch die automatische Himmelsüberwachung LINEAR (Lincoln Near Earth Asteroid Research) entdeckt wurde. Der Durchmesser des Asteroiden beträgt zirka 10 bis 30 Meter. Er ist ein Erdbahnkreuzer, wird daher (nach dem namensgebenden Asteroiden Aten) als Aten-Typ klassifiziert und umkreist die Sonne auf einer der Erdbahn sehr ähnlichen, fast kreisförmigen Umlaufbahn. Eine Besonderheit ist, dass seine mittlere Umlaufdauer um die Sonne ungefähr einem siderischen Jahr entspricht. Seine bemerkenswerteste Besonderheit ist jedoch, dass er sich von 1996 bis 2006 niemals weiter als 0,1 AE (ca. 15 Millionen km) von der Erde entfernte und dass er die Erde langsam einmal innerhalb eines Jahres umkreiste. 2003 YN107 ist aber kein zweiter Mond der Erde, da er auch in diesem Zeitraum nicht fest an sie gebunden war. Er ist der erste bekannte Vertreter einer schon länger postulierten Gruppe von koorbitalen Objekten, den Quasisatelliten, welche diese Bahneigenschaften aufweisen. Vor 1996 befand sich 2003 YN107 in einer sogenannten Hufeisenumlaufbahn entlang der Erdbahn um die Sonne, welche der des Asteroiden 2002 AA29 sehr ähnlich war. Auch seit 2006 hält er sich wieder für einige Zeit in einer derartigen Umlaufbahn auf. Ein derartiger Orbitwechsel scheint bei diesen koorbitalen Begleitern relativ häufig zu sein, da 2002 AA29 in zirka 600 Jahren ebenfalls für einige Zeit ein Quasisatellit der Erde sein wird.

## Umlaufbahn

### Bahndaten
Die Umlaufbahn von 2003 YN107 befindet sich mit einem Sonnenabstand zwischen 0,974 AE für das Perihel, den sonnennächsten Punkt, und 1,021 AE für das Aphel, den sonnenfernsten Punkt, zum größten Teil innerhalb der Erdumlaufbahn. Die Bahnen der meisten Asteroiden befinden sich hingegen im Asteroidengürtel zwischen Mars und Jupiter sowie außerhalb der Neptunbahn im Kuipergürtel. Durch Bahnstörungen der großen Gasplaneten, hauptsächlich durch Jupiter, und durch den Jarkowski-Effekt, also die Bahnänderung durch asymmetrische Ein- und Abstrahlung von Infrarotstrahlung, werden Asteroiden ins innere Sonnensystem abgelenkt, wo ihre Bahnen dann durch nahe Vorbeiflüge an den inneren Planeten weiter beeinflusst werden. Bei Ablenkung von Asteroiden ins innere Sonnensystem durch Jupiter und die übrigen Planeten entstehen jedoch meist Umlaufbahnen mit hoher Exzentrizität. 2003 YN107 hat mit einer Exzentrizität von 0,021 jedoch einen ähnlich niedrigen Wert wie die Erde mit 0,0167 und hat somit eine fast kreisförmige Umlaufbahn. Es ist also weniger wahrscheinlich, dass er durch Jupiter oder einen anderen Planeten aus einer Umlaufbahn im äußeren Sonnensystem ins innere Sonnensystem geschleudert wurde. Aufgrund seiner geringen Exzentrizität wird spekuliert, dass er sich schon immer auf einer erdnahen Bahn befand und er oder ein Vorläuferkörper somit in der Nähe der Erdbahn entstand. Eine Möglichkeit wäre in diesem Fall, dass er ein abgesprengtes Bruchstück des Zusammenstoßes eines mittleren Asteroiden mit der Erde oder dem Mond sein könnte.
Die mittlere Umlaufdauer von 2003 YN107 beträgt ein siderisches Jahr. Nachdem er ins innere Sonnensystem abgelenkt wurde oder auf einer Bahn in der Nähe der Erdbahn entstand, muss der Asteroid auf eine mit der Erde korrespondierende Bahn geraten sein. Auf dieser Bahn wurde er immer wieder von der Erde derart abgelenkt, dass seine eigene Umlaufdauer sich der Umlaufdauer der Erde um die Sonne anglich. Auf seiner aktuellen Umlaufbahn wird er von der Erde also stets synchron zu ihrem eigenen Umlauf gehalten.
Aufgrund seiner leichten Bahnneigung von 4,3° gegen die Ekliptik (Bahnebene der Erde) ist seine Bahnebene jedoch nicht mit der der Erde deckungsgleich, sondern gegen die der Erde leicht geneigt.

### Bahnform

Quasisatellitenumlaufbahn des Asteroiden 2002 AA_{29} um die Erde im Jahr 2589 aus der Sicht senkrecht auf die Ekliptik. Die linke Seite zeigt die Bahnen von 2002 AA_{29} und der Erde aus einem Bezugssystem, in dem die Sonne ruht. Die rechte Seite zeigt ausschnittsvergrößert dieselbe Bahn von 2002 AA_{29}, aus dem mit der Bahnbewegung der Erde mitbewegten Bezugsystem betrachtet; Bild: JPL

Betrachtet man den mit der Erdbahn nahezu deckungsgleichen Orbit von 2003 YN107 vom mit der Erdbewegung um die Sonne mitbewegten Bezugssystem aus, stellt man fest, dass er – fast wie ein zweiter Mond – langsam um die Erde kreist; für einen Umlauf braucht er allerdings ein Jahr. Sein langsamer Umlauf um die Erde innerhalb eines Jahres wird durch seine leicht verschiedene Exzentrizität verursacht. Der radiale Bewegungsanteil wird direkt durch die Differenz der Exzentrizitäten zwischen Erde und 2003 YN107 verursacht, während der Bewegungsanteil längs der Erdbahn durch die leicht unterschiedliche Geschwindigkeit im Perihel und im Aphel verursacht wird. Im Perihel überholt er die Erde von innen, während er im Aphel weiter außen in Bezug auf die Erde zurückfällt. Im Laufe eines Jahres wird daraus ein kompletter Umlauf um die Erde. Da er nicht wie der Mond fest an die Erde gebunden ist, sondern hauptsächlich unter dem Gravitationseinfluss der Sonne steht, nennt man diese Körper Quasisatelliten. Dies ist in etwa analog zu zwei Autos, die nebeneinander mit gleicher Geschwindigkeit fahren und sich wechselseitig überholen, jedoch nicht fest aneinander gebunden sind. Siehe hierzu auch die nebenstehende Grafik der zukünftigen Bahn des Asteroiden 2002 AA29, welche der von 2003 YN107 ähneln wird. 2003 YN107 war seit 1996 ein Quasisatellit der Erde und blieb dies noch bis 2006. Aufgrund der Gravitation der Erde trifft er jedoch nach einem Umlauf um die Erde nicht wieder genau am Ausgangspunkt an, sondern beschreibt offene Schleifen um die Erde. So kam er der Erde am 21. Dezember 2003 mit 0,0149 AE (2,23 Millionen km) sehr nahe, was weniger als 6-mal dem Abstand Erde-Mond entspricht.
Nach 2006 verließ er die Nähe der Erde und umkreist die Sonne auf einer Hufeisenumlaufbahn entlang der Erdbahn, wobei er der Erde entlang ihrer Bahn vorauseilt. Der Name Hufeisenumlaufbahn wird klar, wenn man vom mit der Erde mitbewegten Bezugsystem aus nur die Relativbewegung von 2003 YN107 betrachtet. Er beschreibt dabei entlang der Erdumlaufbahn einen großen Bogen von 360°, dessen Form an ein Hufeisen erinnert. Bei der Bewegung entlang des Erdorbits windet er sich spiralförmig um diesen, wobei er für eine Spiraldrehung ein Jahr braucht. Diese Spiralbewegung im mit der Erde mitbewegten Bezugsystem kommt durch seine leicht von der Erdbahn abweichende Exzentrizität und Bahnneigung zustande, wobei der Unterschied in der Bahnneigung für den vertikalen und derjenige der Exzentrizität für den horizontalen Anteil der projizierten Spiralbewegung verantwortlich ist.

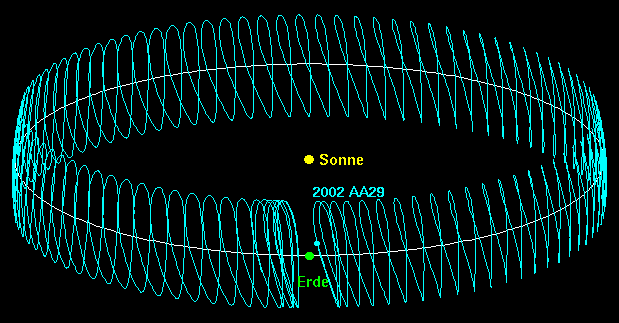
Hufeisenumlaufbahn des Asteroiden 2002 AA_{29} entlang der Erdbahn im Verlauf von 95 Jahren vom mit der Bahnbewegung der Erde mitbewegten Bezugssystem betrachtet. Die Bahnschleifen von 2003 YN_{107} sind jedoch weiter auseinander und flacher, da er nur 66,5 Jahre für eine Bewegung entlang der Erdbahn benötigt und eine geringe Bahnneigung hat; Bild: JPL

Im Jahr 2066 erreicht 2003 YN107 wieder die Erde auf der anderen Seite von hinten und kommt ihr bis auf zirka 0,026 AE (3,9 Millionen km) nahe. Er gerät wieder unter ihren Gravitationseinfluss und wird so auf eine langsamere Umlaufbahn etwas weiter weg von der Sonne gehoben. Dadurch kann er nun nicht mehr mit der Geschwindigkeit der Erde mithalten, bis diese ihn im Jahr 2120 wieder von vorn erreicht. Bei dieser erneuten Begegnung mit der Erde wird 2003 YN107 ihr allerdings sehr nahe kommen und von ihr sehr stark abgelenkt werden. Sehr wahrscheinlich wird 2003 YN107 dann von der Erde eingefangen und zu einem echten zweiten Mond der Erde. Die Berechnungen werden jedoch chaotisch, so dass man nichts Genaues über die Zeit nach 2120 sagen kann.
Berechnet man die Bahn von 2003 YN107 rückwärts in der Zeit, stellt man fest, dass er sich vor 1996 ebenfalls in einer Hufeisenumlaufbahn aufhielt, wobei die Periode für ein volles Vor- und Zurückschwingen 133 Jahre betrug. Diesen Hufeisenorbit kann man bis in das Jahr 1750 zurückberechnen. 1750 kam es zu einem chaotischen Übergang zwischen Quasisatellitenorbit und Hufeisenorbit, so dass man über die Zeit vor 1750 nichts mehr aussagen kann.

## Physikalische Eigenschaften
Über 2003 YN107 ist außer seiner Umlaufbahn recht wenig bekannt. Aus seiner geringen absoluten Helligkeit von 26,2–26,7 und einem vermuteten Albedo (Reflexionsvermögen) von 0,04–0,20 schließt man aber, dass er nur zirka 10–30 m Durchmesser hat und somit ein sehr kleiner Asteroid ist. Nur aufgrund seiner sehr erdähnlichen Bahn vermutet man, dass er ein abgesprengtes Stück von Erde oder Mond sein könnte, welches bei einem Zusammenstoß mit einem mittleren Asteroiden entstand.

## Ausblick
Aufgrund seiner sehr erdähnlichen Bahn ist der Asteroid für Raumsonden relativ leicht erreichbar. 2003 YN107 wäre also ein geeignetes Studienobjekt zur genaueren Untersuchung des Aufbaus und der Zusammensetzung von Asteroiden und der zeitlichen Entwicklung ihrer Bahnen um die Sonne. Aufgrund seiner geringen Größe und der deshalb praktisch vollständig fehlenden Anziehungskraft werden Aufbau und Zusammensetzung dieses Himmelskörpers aber kaum durch Landemissionen bestimmbar sein.
Wegen seiner Erdnähe kann man die Bahn von 2003 YN107 mittels Radarastronomie sehr genau verfolgen und vermessen. Dadurch kann man den vorhergesagten Jarkowski-Effekt, der zu einer geringfügigen Bahnänderung führt und kürzlich beim Asteroiden Golevka bestätigt wurde, schon nach relativ kurzer Zeit von wenigen Jahren feststellen und genauer überprüfen.